# Sirous Ghayeghran
Sirous Ghayeghran (en persa: سيروس قايقران‎; Bandar-e Anzali, Irán; 22 de febrero de 1962 – Teherán, Irán; 7 de abril de 1998) fue un futbolista y entrenador de Fútbol de Irán que jugaba en la posición de centrocampista.

## Carrera

### Club
| Periodo   | Club             |
| --------- | ---------------- |
| 1980–1987 | Malavan FC       |
| 1987–1989 | Al-Gharafa SC    |
| 1989–1990 | Esteghlal Anzali |
| 1990–1991 | Malavan FC       |
| 1991–1995 | Keshavarz FC     |

### Selección nacional
Jugó para Irán en 43 partidos entre 1986 y 1993 anotando seis goles, participó en dos ediciones de la Copa Asiática, ganó la medalla de oro en los Juegos Asiáticos de 1990.

### Entrenador
| Periodo   | Club             |
| --------- | ---------------- |
| 1994–1996 | Keshavarz FC     |
| 1997–1998 | Masoud Hormozgan |

## Muerte
El 7 de abril de 1998 Ghayeghran viajaba con algunos familiares a Teherán para una celebración en Norouz, pero chocaron contra un camión, donde Ghayeghran y su hijo murieron.

## Logros

### Club
- Copa Hazfi: 1986, 1990

### Selección nacional
- Asian Games: 1990

### Individual
- Equipo Ideal de la Copa Asiática 1988

## Estadísticas

### Apariciones por Año con selección nacional
| Irán  | Irán        | Irán  |
| Año   | Apariciones | Goles |
| ----- | ----------- | ----- |
| 1985  | 1           | 0     |
| 1986  | 7           | 1     |
| 1987  | 2           | 0     |
| 1988  | 10          | 1     |
| 1989  | 8           | 1     |
| 1990  | 5           | 1     |
| 1991  | 1           | 0     |
| 1992  | 8           | 2     |
| 1993  | 1           | 0     |
| Total | 43          | 6     |

### Goles con selección nacional
| 1.      | 24-9-1986  | Hanbat Stadium, Daejeon, Corea del Sur      | Bangladés       | 4–0 | 1986 Asian Games              |
| 2.      | 27-5-1988  | Dasarath Rangasala Stadium, Katmandú, Nepal | Hong Kong       | 2–0 | 1988 AFC Asian Cup Qualifier  |
| 3.      | 23-2-1989  | National Stadium, Bangkok, Tailandia        | Tailandia       | 0–3 | 1990 FIFA World Cup Qualifier |
| 4.      | 3-10-1990  | Workers' Stadium, Beijing, China            | Corea del Sur   | 1–0 | 1990 Asian Games              |
| 5.      | 11-5-1992  | Salt Lake Stadium, Kolkata, India           | Pakistán        | 7–0 | 1992 AFC Asian Cup Qualifier  |
| 6.      | 30-10-1992 | Bingo Stadium, Onomichi, Japón              | Corea del Norte | 0–2 | 1992 AFC Asian Cup            |
| Fuente: |            |                                             |                 |     |                               |